# Формфактор
Формфа́ктор (англ. form factor) — стандарт, що задає габаритні розміри технічного виробу, а також описує додаткові сукупності його технічних параметрів, наприклад форму, типи додаткових елементів розміщуваних в/на пристрої, їх положення та орієнтацію.
Формфактор (як і будь-які інші стандарти) носить рекомендаційний характер. Специфікація форм-фактора визначає обов'язкові та додаткові компоненти. Однак переважна більшість виробників воліють дотримуватися специфікацій, бо ціною відповідності чинним стандартам є сумісність материнської плати і стандартизованого устаткування (периферії, карт розширення) інших виробників у майбутньому.
Найчастіше вживається відносно ІТ-обладнання:
- корпусів стільникових телефонів;
- корпусів комп'ютерів і їх комплектуючих — материнських і процесорних плат, жорстких дисків, ін. периферійних пристроїв;
- обладнання зв'язку.

## Системні блоки комп'ютерної техніки

### Компактні корпуси і вбудовані системи
- ITX
- CFX (Compact Form Factor)
- LFX (Low Profile Form Factor)
- SFX (Small Form Factor)
- TFX (Thin Form Factor)
- FlexATX
- Mini PCI

### Rackmount (Обладнання монтується в стійку)
Термін Rackmount (стієчний у значенні складання, встановлення конструкцій, механізмів) походить від поєднання англ. Rack (стійка) в якій розміщується база і пристиковане обладнання та англ. mount (монтувати) і позначає форм-фактор устаткування, яке змонтовано в стійку. Одиницею висоти прийнятий Стієчний юніт позначається «1U».

### Ноутбуки
- класичний
- трансформер
- Планшетний персональний комп'ютер

## Материнські плати
Форм-фактор для комп'ютерів може визначатися як для самого корпусу, так і для встановлюваної в нього материнської плати.
| Форм-фактор материнської плати                            | Фізичні розміри, (ширина × довжина) | Фізичні розміри, (ширина × довжина)             | Специфікація, рік                            | Примітка |
| Форм-фактор материнської плати                            | дюйми                               | міліметри                                       | Специфікація, рік                            | Примітка |
| --------------------------------------------------------- | ----------------------------------- | ----------------------------------------------- | -------------------------------------------- | --- |
| Масові персональні комп'ютери                             |                                     |                                                 |                                              | |
| XT                                                        | 8,5 × 11                            | 216 × 279                                       | IBM, 1983 рік                                | Оригінальна архітектура IBM PC/XT |
| AT                                                        | 12 × 11 — 13                        | 305 × 279 — 330                                 | IBM, 1984 рік                                | Архітектура IBM PC/AT (Desktop/Tower) |
| Baby-AT                                                   | 8,5 × 10 — 13                       | 216 × 254 — 330                                 | IBM, 1985 рік                                | Архітектура IBM PC/XT, наступник (з 1985 року) материнських плат форм-фактора AT. функціонально еквівалентно AT, формат став популярний завдяки значно меншому розміру. Форм-фактор вважається недійсним з 1996 року. |
| ATX                                                       | 12 × 9,6                            | 305 × 244                                       | Intel, 1995 рік                              | Основна архітектура повнорозмірних плат для установки в системних блоках типів MiniTower, FullTower. |
| microATX                                                  | 9,6 × 9,6                           | 244 × 244                                       | Intel, 1997 рік                              | Скорочений формат ATX. Внаслідок меншого розміру має менше слотів. Також можливе використання блоку живлення меншого розміру. |
| FlexATX                                                   | 9,6 × 7,5 — 9,6                     | 244 × 190,5 — 244                               | Intel, 1999 рік                              | Підмножина формату MicroATX, розроблена Intel в 1999 році як заміна для форм-фактора MicroATX. |
| Mini-ATX                                                  | 11,2 × 8,2                          | 284 × 208                                       | AOpen, 2005 рік                              | Розроблені з використанням технології MoDT (англ. Mobile on Desktop Technology) оптимізованої для мобільних процесорів. |
| ATX Riser                                                 |                                     |                                                 | Intel, 1999 рік                              | Форм-фактор для системних блоків типу Slim |
| LPX                                                       | 9 × 11 — 13                         | 229 × 279 — 330                                 | Western Digital, 1987 рік                    | Призначений для роздрібної торгівлі готовими комп'ютерами в корпусах типу Slim, зібраними OEM-виробниками. Ніким, окрім як WD, не стандартизований. |
| Mini-LPX                                                  | 8 — 9 × 10 — 11                     | 203 — 229 × 254 — 279                           | Western Digital, 1987 рік                    | Функціонально той же LPX, але зі зменшеними габаритами. |
| NLX                                                       | 8 — 9 × 10 — 13,6                   | 203 — 229 × 254 — 45                            | Intel, 1997 рік                              | Стандарт орієнтований на використання в низькопрофільних корпусах, для установки карти розширень використовується встановлювана в спеціальний роз'єм на платі «ялинка» з множинними слотами розширень. Передбачений AGP, охолодження краще, ніж у LPX. Формат не отримав широкого розповсюдження. |
| Офісні комп'ютери, сервери                                |                                     |                                                 |                                              | |
| SSI CEB                                                   | 12 × 10,5                           | 305 × 267                                       | Форум Server System Infrastructure, 2005 рік | Стандарт плат для високопродуктивних робочих станцій і серверів середнього рівня. Похідний від стандарту ATX. |
| DTX                                                       |                                     | 200 × 244 мм (макс.)                            | AMD, 10 січня 2007 р.                        | Є зміною специфікації ATX, розробленою AMD спеціально для ПК малого форм-фактора. AMD заявила, що форм-фактор DTX є відкритим стандартом, і назад сумісний з ATX. Специфікація передбачає на материнській платі DTX до 2 слотів розширення (імовірно, це будуть один PCI і один PCI Express), на тому самому місці, що і два верхні слоти на платі ATX або MicroATX. Специфікація допускає додатковий слот розширення ExpressCard. Для скорочення витрат на виробництво, стандартний лист друкованої плати ріжеться (без остачі ділитися) на 4 плати DTX або 6 плат mini-DTX. Для ще більшої економії вартості материнської плати, допускається випуск чотиришарової плати.                   |
| Mini-DTX                                                  |                                     | 200 × 170 мм (макс.)                            | AMD, 2007 рік                                | Зменшений формат DTX. |
| BTX                                                       | 12,8 × 10,5                         | 325 × 267                                       | Intel, 2004 рік                              | Стандарт, запропонований на початку 2000-х Intel як наступник ATX. За даними Intel, має краще охолодження компонентів на материнській платі. Допускається до 7 слотів і 10 отворів для монтажу материнської плати. |
| MicroBTX                                                  | 10,4 × 10,5                         | 264 × 267                                       | Intel, 2004                                  | Зменшена похідна стандарту BTX. Допускається до 4 слотів і 7 отворів для монтажу материнської плати. |
| PicoBTX                                                   | 8,0 × 10,5                          | 203 × 267                                       | Intel, 2004                                  | Зменшена похідна стандарту BTX. Допускається 1 слот і 4 отвори для монтажу материнської плати. |
| WTX                                                       | 14 × 16,75                          | 355,6 × 425,4                                   | Intel, 1998 рік                              | Стандарт серверів і робочих станцій високого класу, що підтримує багатопроцесорні конфігурації і масиви жорстких дисків. |
| Extended ATX (EATX)                                       | 12 × 13                             | 305 × 330 мм                                    | ?                                            | Стандарт плат для робочих станцій і серверів в Rack Mount-виконанні. Зазвичай використовується для материнських плат серверного класу з двома процесорами і / або занадто великої для стандартної материнської плати стандарту ATX кількості плат розширень. |
| Ultra ATX                                                 | 9,625 × 14,4                        | 244 × 367 мм                                    | Foxconn, 2008 рік                            | Версія ATX, яка підтримує 10 слотів розширення (на відміну від семи слотів в стандартній ATX платі). Внаслідок цього вимагає корпусу достатньої висоти (спеціально випущені корпуси Ultra ATX формату - Thermaltake Xaser VI, Lian Li PC-P80 і HEC Compucase 98 98R9BB). З вересня 2009 року також існують 13,5 дюймові материнські плати, випущені EVGA (перша з них — X58 Classified 4-Way SLI). |
| Вбудовувані (embedded) системи                            |                                     |                                                 |                                              | |
| UTX                                                       |                                     | 88 × 108 мм                                     | TQ-Components, 2001 рік                      | Використовується в вбудованих системах і промислових комп'ютерах. |
| PC-104, PC104plus, PCI/104Express                         | 3,8 × 3,6                           |                                                 | PC/104 Consortium, 1992, 1997, 2008 рік      | Використовуються для вбудованих систем. |
| ETX (англ. Embedded Technology eXtended)                  | 3,7 x 4,9                           | 95 × 114 мм                                     | PICMG, 2005 рік 3.0 2006 рік                 | Використовується у вбудованих системах і комп'ютерах, побудованих на єдиній платі. Формат COM (англ. computer-on-module), являє собою одну з найбільш швидкозростаючих концепцій у світі вбудованих систем. |
| XTX                                                       |                                     | 95 × 114 мм                                     | Advantech, Ampro, 2005 рік                   | COM-формат. Використовується у вбудованих системах. 75% сумісність по контактах зі стандартом ETX. Виключена підтримка архітектури ISA, замість неї додані PCI-Express, SATA і LPC. |
| COM Express                                               |                                     | Базова (55 × 125 мм) і Розширена (110 × 155 мм) | PICMG COM.0 R1.0 10 липня 2005 р.            | COM-формат. Визначено 5 типів: 1. Type 1: Єдиний роз'єм (220 контактів), 6 PCI Express lanes, без PEG, без PCI, без IDE, 4 SATA, 1 LAN 2. Type 2: Здвоєний роз'єм (440 контактів), 22 PCI Express lanes, PEG, PCI, 1 IDE, 4 SATA, 1 LAN 3. Type 3: Здвоєний роз'єм (440 контактів), 22 PCI Express lanes, PEG, PCI, без IDE, 4 SATA, 3 LAN 4. Type 4: Здвоєний роз'єм (440 контактів), 32 PCI Express lanes, PEG, без PCI, 1 IDE, 4 SATA, 1 LAN 5. Type 5: Здвоєний роз'єм (440 контактів), 32 PCI Express lanes, PEG, без PCI, без IDE, 4 SATA, 3 LAN Специфікація визначає модулі двох розмірів. Стандарт, іноді званий «ETXexpress», фактично не має нічого спільного зі стандартними ETX. |
| nanoETXexpress Також відомий як «Nano COM Express Type 1» |                                     | 55 × 84 мм                                      | Kontron                                      | Використовується у вбудованих системах і комп'ютерах, побудованих на єдиній платі. Потребує материнської плати. |
| CoreExpress                                               |                                     | 58 × 65 мм                                      | SFF-SIG Версія 2.1 23 лютого 2010 р.         | Використовується у вбудованих системах і комп'ютерах, побудованих на єдиній платі. Потребує материнської плати. |
| Mini-ITX                                                  | 6,7 × 6,7                           | 170 × 170                                       | VIA Technologies, 2003 рік                   | Входить до складу серії плат, заснованих на технології VIA EPIA (англ. VIA Embedded Platform Innovative Architecture) з використанням інтегрованого центрального процесора. Допускаються блоки живлення тільки до 100 Вт. |

Комп'ютерні форм-фактори в масштабі, від меншого до більшого

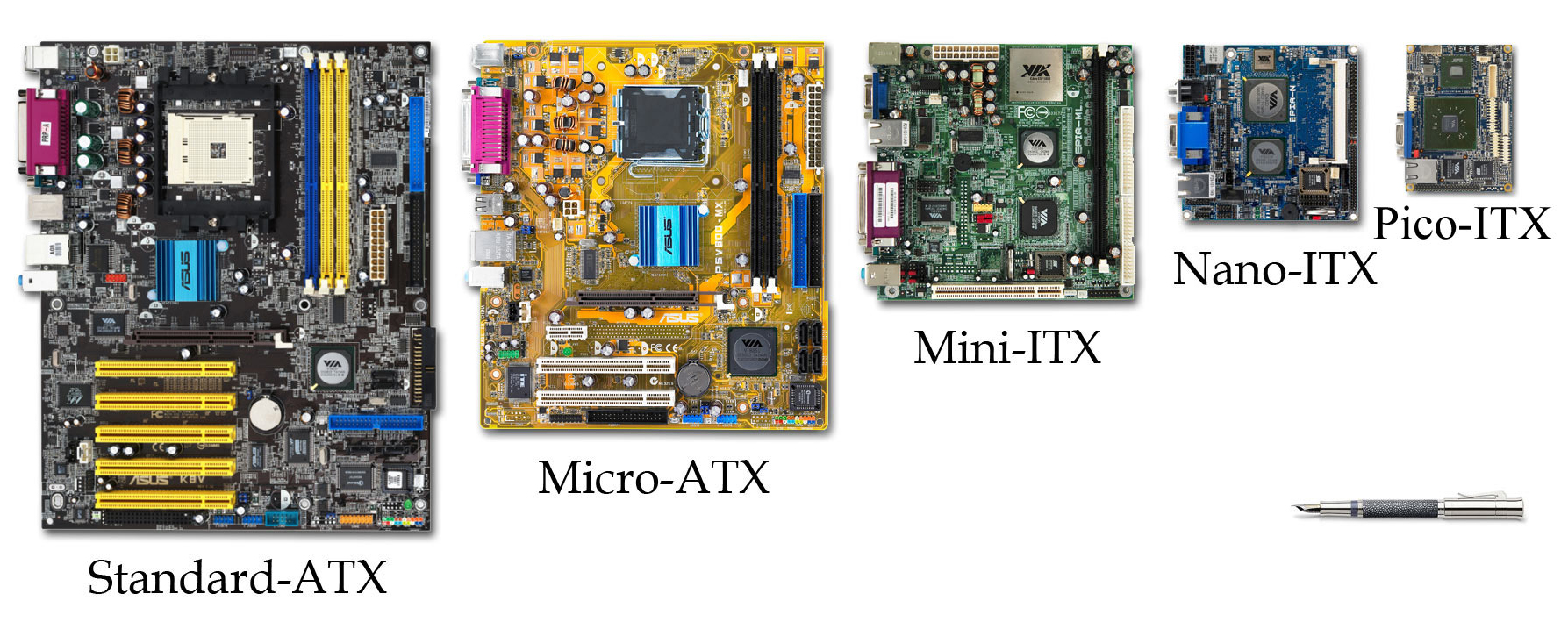
Наочне зіставлення деяких найпопулярніших форм-факторів материнських плат комп'ютера.

| Nano-ITX                                                  |                                     | 120 × 120                                       | VIA Technologies, 2004 рік                   | Входить до складу серії плат, заснованих на технології VIA EPIA. Призначений для побудови цифрових розважальних пристроїв таких як телевізійні приставки, медіа-центри, автомобільні ПК. |
| Pico-ITX                                                  | 3,9 × 2,7                           | 100 х 72                                        | VIA, 2007 рік                                | Входить до складу серії плат, заснованих на технології VIA EPIA. Використовуються в ультракомпактних вбудованих системах |

## Жорсткі диски
Майже всі сучасні (2001–2012 роки) накопичувачі для персональних комп'ютерів і серверів мають ширину або 3,5, або 2,5 дюйма — під розмір стандартних кріплень для них відповідно в настільних комп'ютерах і ноутбуках. Також набули поширення формати 1,8 дюйма, 1,3 дюйма, 1 дюйм і 0,85 дюйма. Припинено виробництво накопичувачів у форм-факторах 8 і 5,25 дюймів.

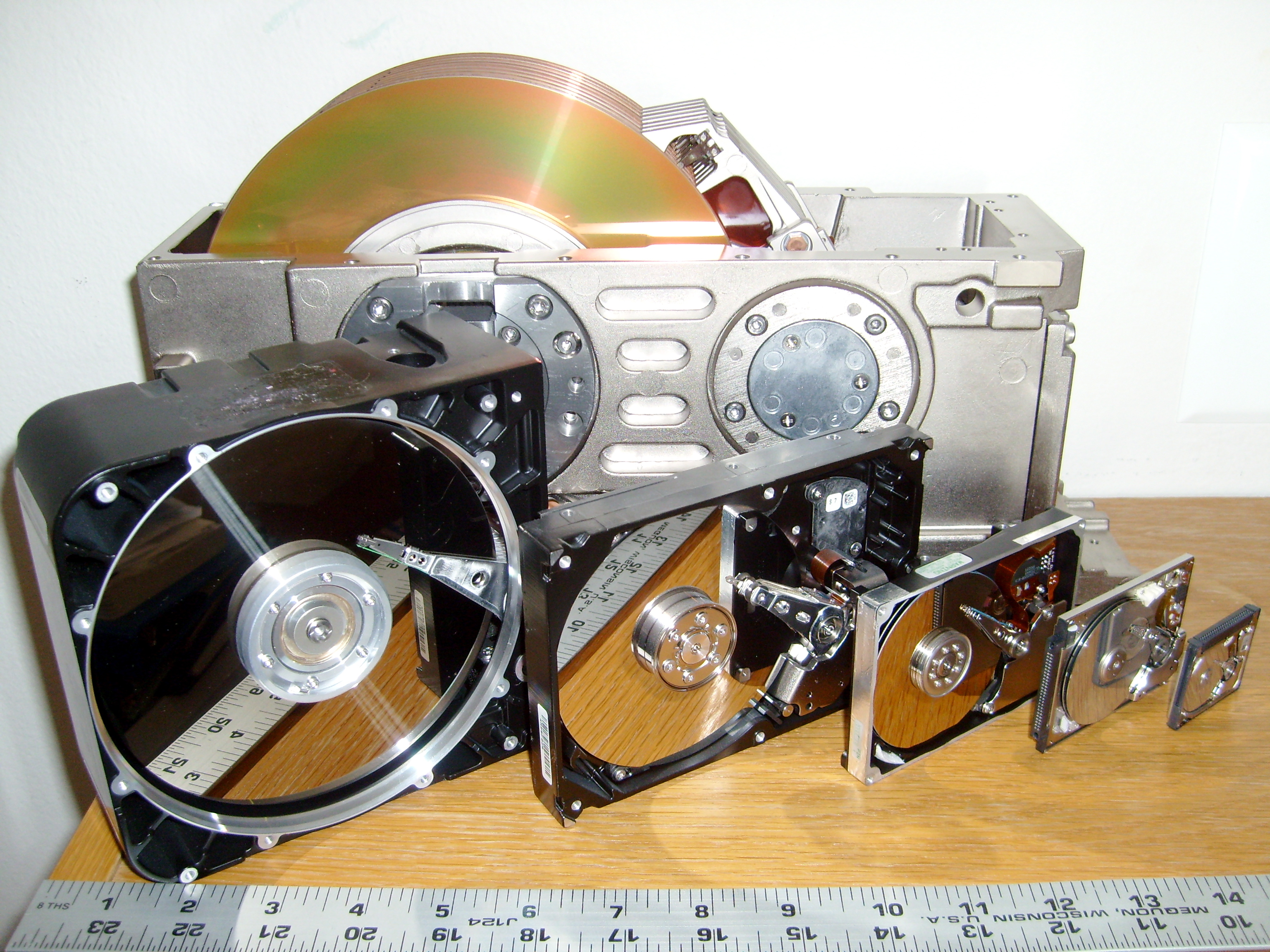
Шість типорозмірів жорстких дисків, що утворилися в ході їх розвитку.

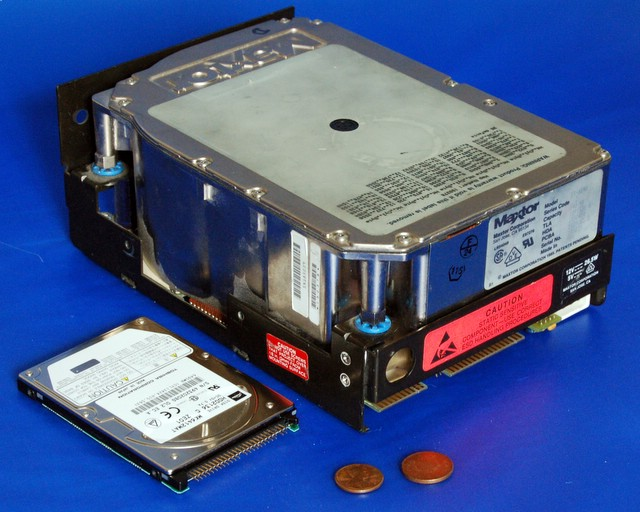
Повнорозмірний (Full-height, FH) жорсткий диск Maxtor (праворуч) і малогабаритний, застосовуваний у ноутбуках.

| Форм-фактор жорсткого диску                | Ширина накопичувача, мм | Найбільша ємність          | Пластин (макс.) |
| ------------------------------------------ | ----------------------- | -------------------------- | --------------- |
| 5″                                         |                         |                            |                 |
| 5,25″ (Повнорозмірні, Full-height, FH)     | 146                     | 47 ГБ (1998)               | 14              |
| 5,25″ (Половинної висоти, Half-height, HH) | 146                     | 19,3 ГБ (1998)             | 4               |
| 3,5″ SATA                                  | 102                     | 4 ТБ (2011)                | 5               |
| 3,5″ PATA                                  | 102                     | 750 GB (2006)              | ?               |
| 2,5″ SATA                                  | 69,9                    | 1 TB (2009)                | 3               |
| 2,5″ PATA                                  | 69,9                    | 320 ГБ (2009)              | ?               |
| 1,8″ SATA                                  | 54                      | 320 ГБ (2009)              | 3               |
| 1,8″ PATA/ZIF                              | 54                      | 240 ГБ (2008)              | 2               |
| 1,8″ SATA/LIF                              | 54                      | 120 ГБ (512 ГБ SSD) (2008) | 2               |
| 1,3″                                       | 43                      | 40 ГБ (2007)               | 1               |
| 1″ (CFII/ZIF/IDE-Flex)                     | 42                      | 20 ГБ (2006)               | 1               |
| 0,85″                                      | 24                      | 8 ГБ (2004)                | 1               |